# Активированный уголь
Активированный у́голь — пористый материал, производимый из древесного угля, кокса из каменного угля или нефти, скорлупы кокосовых орехов и других углеродосодержащих материалов. В зависимости от технологии изготовления, 1 грамм активированного угля может иметь поверхность от 500 до 2200 м², что делает его очень эффективным в адсорбции различных веществ, благодаря чему он используется в медицине для борьбы с отравлениями путём приёма таблеток из угля внутрь и в производстве фильтров для воздуха (в том числе фильтров для противогазов) и воды. 

## Химические свойства, модифицирование
Обычный активированный уголь (формула) является довольно реакционноспособным соединением, способным к окислению кислородом воздуха и кислородной плазмой, водяным паром, а также углекислым газом и озоном.
Окисление в жидкой фазе проводят целым рядом реагентов (HNO3, H2O2, KMnO4).
За счёт образования большого количества основных и кислотных групп на поверхности окисленного угля его адсорбционные и другие свойства могут существенно отличаться от неокисленного.
Модифицированный азотом уголь получают либо исходя из азотсодержащих природных веществ, либо из полимеров, либо обработкой угля азотсодержащими реагентами. Также уголь способен взаимодействовать с хлором бромом и фтором.
Важное значение имеет серосодержащий уголь, который синтезируют разными путями.
В последнее время химические свойства угля принято объяснять наличием на его поверхности активной двойной связи.
Химически модифицированный уголь находит применение в качестве катализаторов, носителей для катализаторов, селективных адсорбентов, в получении особо чистых веществ, в качестве электродов литиевых аккумуляторов.

## История
Изначально метод активации угля был разработан Николаем Дмитриевичем Зелинским в 1915 году для использования в противогазах в качестве универсального средства химической защиты.

## Механизмы действия
Есть два основных механизма, которыми активизированный углерод удаляет загрязнители из воды: адсорбция и каталитическое окисление. Явление адсорбции газов углем почти одновременно описали в 80-х годах XVIII века шведский химик Карл Вильгельм Шееле и итальянский учёный Феличе Фонтана. В России в 1785 году академик Товий Егорович Ловиц открыл и подробно исследовал явление адсорбции углем в жидкой среде, предложив применить его для очистки органических веществ. Органические соединения удаляются адсорбцией (это связано с высокой пористостью), а окислители, такие, как хлор и хлорамин, удаляются каталитическим окислением.

## Производство
В качестве сырья в производстве активированного угля используются материалы органического происхождения: древесина, каменный уголь, битумный уголь, скорлупа кокосовых орехов и др. Указанное сырьё сначала обугливают, затем подвергают активации.
Сущность активации состоит во вскрытии пор, находящихся в углеродном материале в закрытом состоянии. Это делается либо термохимически (предварительно материал пропитывают раствором хлорида цинка, карбоната калия или некоторыми другими соединениями, и нагревают без доступа воздуха), либо путём обработки перегретым паром или углекислым газом или их смесью при температуре 800—850 °C. В последнем случае технически сложно получить парогазовый агент, имеющий такую температуру. Широко распространён приём подачи в аппарат для активации одновременно с насыщенным паром ограниченного количества воздуха. Часть угля сгорает, и в реакционном пространстве достигается необходимая температура. Выход активированного угля в этом варианте процесса заметно снижается. Значение удельной поверхности пор у лучших марок активированных углей может достигать 1800—2200 м² на 1 г угля. Различают макро-, мезо- и микропоры. В зависимости от размеров молекул, которые нужно удержать на поверхности угля, уголь должен изготавливаться с разными соотношениями размеров пор.

## Применение

### В противогазах
Классический пример использования активированного угля связан с использованием его в средствах индивидуальной защиты органов дыхания. Противогаз, разработанный Н. Д. Зелинским, спас множество жизней солдат в Первой мировой войне после применения кайзеровской Германией боевых отравляющих веществ. К 1916 году он был принят на вооружение почти во всех европейских армиях.
Для улучшения улавливания некоторых веществ уголь может насыщаться добавками. Например, добавка оксидов металлов может увеличить сорбционную ёмкость при улавливании меркаптанов в несколько раз.
В Российской Федерации на 2015 г. потребность в активированном угле (для российских фильтрующих противогазных СИЗОД) на 75 % удовлетворялась за счёт импорта.

### При производстве сахара
Активированный уголь используется для очистки сахарного сиропа от красящих веществ при сахароварении как альтернатива костной муке.

### Для производства органического удобрения терра прета
Терра прета — компостирование органических отходов жизнедеятельности человека и животных методом силосования с использованием низкотемпературного активированного древесного угля. Полученный силокомпост доводится до кондиции компостными дождевыми червями либо поверхностно вносится в почву с последующим мульчированием.

### Другие области применения
Активированный уголь применяется в медицине, химической, фармацевтической и пищевой промышленности. Фильтры, содержащие активированный уголь, используются во многих современных моделях устройств для очистки питьевой воды.

## Характеристики активированного угля

### Размер пор
Определяющее влияние на структуру пор активированных углей оказывают исходные материалы для их получения. Активированные угли на основе скорлупы кокосов характеризуются большей долей микропор (пор диаметром до 2 нм), на основе каменного угля — большей долей мезопор (2—50 нм). Большая доля макропор (более 50 нм) характерна для активированных углей на основе древесины.
Микропоры особенно хорошо подходят для адсорбции молекул небольшого размера, а мезопоры — для адсорбции более крупных органических молекул.

### Иодное число (иодный индекс)
Иодное число — основной параметр, характеризующий площадь поверхности пор и, как следствие, сорбционную ёмкость угля. Определяется массой иода, которую может сорбировать единица массы угля (мг/г). Метод основан на сорбции углем мономолекулярного слоя иода. Более высокое число указывает на более высокую степень активации, типовое значение показателя — 500—1200 мг/г. Численное значение иодного числа примерно соответствует удельной площади поверхности пор, измеренной в м²/г.

### Твёрдость
Это мера сопротивления активированного угля истиранию. Это важный параметр активированного угля, необходимый для поддержания его физической целостности и противостояния фрикционным силам, процессу обратной промывки и т. д. Есть значительные различия в твердости активированного угля, в зависимости от сырья и уровня активности.

### Гранулометрический состав
Чем меньше размер частицы активированного угля, тем лучше доступ к поверхности и быстрее происходит абсорбция. В системах фазы пара это нужно учитывать при снижении давления, которое затронет затраты энергии. Внимательное рассмотрение гранулометрического состава может обеспечить существенную операционную выгоду.

## Фармакология
Оказывает энтеросорбирующее, дезинтоксикационное и противодиарейное действие.

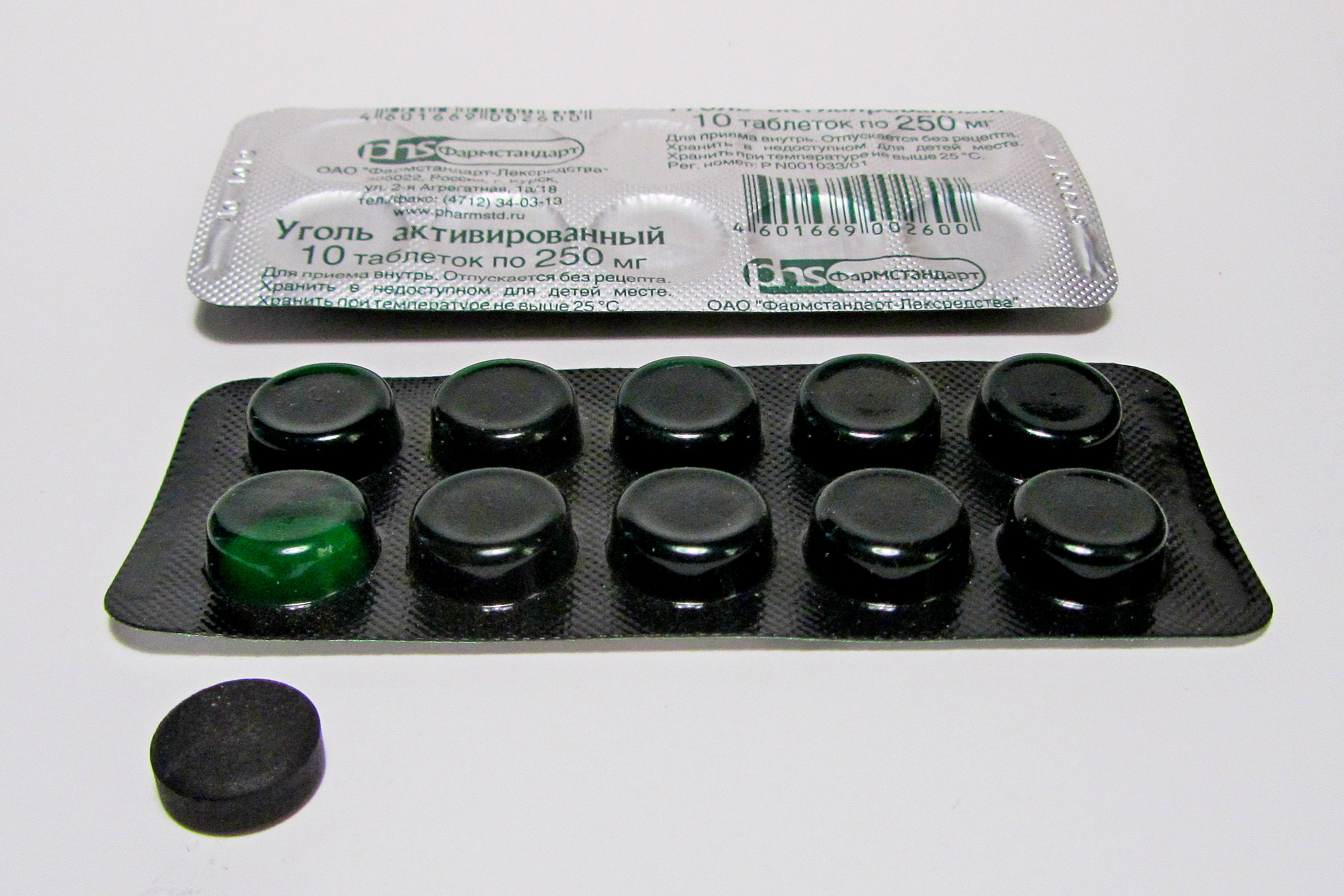
Уголь активированный

Относится к группе поливалентных физико-химических антидотов, обладает большой поверхностной активностью, адсорбирует яды и токсины из желудочно-кишечного тракта (ЖКТ) до их всасывания, алкалоиды, гликозиды, барбитураты и др. снотворные, лекарственные средства для общей анестезии, соли тяжёлых металлов, токсины бактериального, растительного, животного происхождения, производные фенола, синильной кислоты, сульфаниламиды, газы. Активен как сорбент при гемоперфузии. Слабо адсорбирует кислоты и щёлочи, а также соли железа, цианиды, малатион, метанол, этиленгликоль. Не раздражает слизистые оболочки. При лечении интоксикаций необходимо создать избыток угля в желудке (до его промывания) и в кишечнике (после промывания желудка). Уменьшение концентрации угля в среде способствует десорбции связанного вещества и его всасыванию (для предупреждения резорбции освободившегося вещества рекомендуется повторное промывание желудка и назначение угля). Наличие пищевых масс в ЖКТ требует введения в высоких дозах, так как содержимое ЖКТ сорбируется углем и его активность снижается. Если отравление вызвано веществами, участвующими в энтерогепатической циркуляции (сердечные гликозиды, индометацин, морфин и др. опиаты), необходимо применять уголь в течение нескольких дней. Особенно эффективен в качестве сорбента при гемоперфузии в случаях острых отравлений барбитуратами, глютатимидом, теофиллином. Снижает эффективность одновременно принимаемых лекарственных средств, уменьшает эффективность лекарственных средств, действующих на слизистую оболочку ЖКТ (в том числе ипекакуаны и термопсиса).

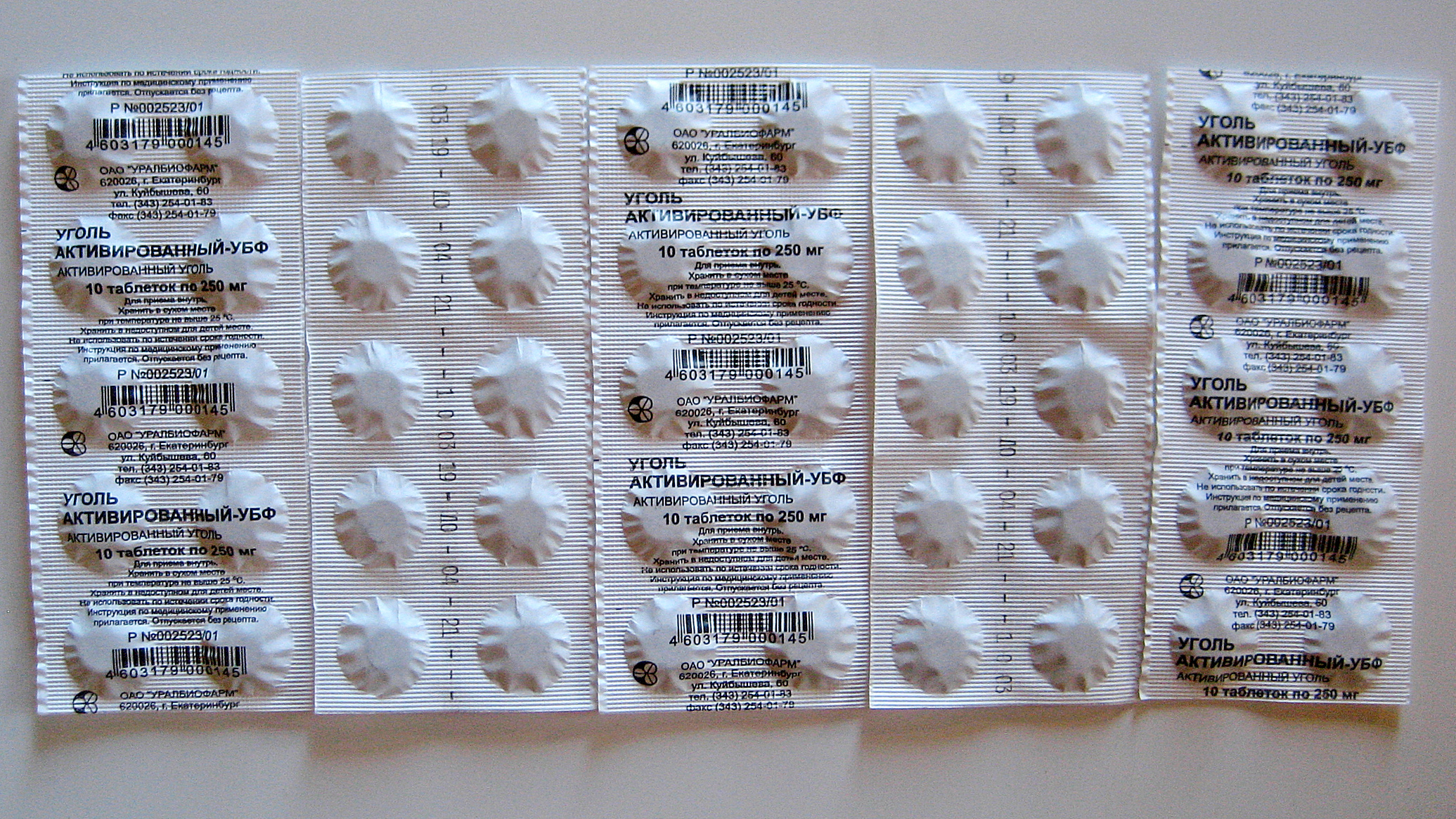
Уголь активированный — УБФ

Назначается при следующих показаниях: дезинтоксикация при повышенной кислотности желудочного сока при экзо- и эндогенных интоксикациях: диспепсия, метеоризм, процессы гниения, брожения, гиперсекреция слизи, HCl, желудочного сока, диарея; отравление алкалоидами, гликозидами, солями тяжёлых металлов, пищевая интоксикация; пищевая токсикоинфекция, дизентерия, сальмонеллёз, ожоговая болезнь в стадии токсемии и септикотоксемии; почечная недостаточность, хронический гепатит, острый вирусный гепатит, цирроз печени, атопический дерматит, бронхиальная астма, гастрит, хронический холецистит, энтероколит, холецистопанкреатит; отравления химическими соединениями и лекарственными средствами (в том числе фосфорорганическими и хлорорганическими соединениями, психоактивными лекарственными средствами), аллергические заболевания, нарушения обмена веществ, алкогольный абстинентный синдром; интоксикация у онкологических больных на фоне лучевой и химиотерапии; подготовка к рентгенологическим и эндоскопическим исследованиям (для уменьшения содержания газов в кишечнике).
Противопоказан при язвенных поражениях желудочно-кишечного тракта (в том числе язвенной болезни желудка и 12-перстной кишки, неспецифическом язвенном колите), кровотечениях из ЖКТ, одновременном назначении антитоксических лекарственных средств, эффект которых развивается после всасывания (метионин и др.).
В качестве побочных эффектов называются диспепсия, запоры или диарея; при длительном применении — гиповитаминоз, снижение всасывания из ЖКТ питательных веществ (жиров, белков), гормонов. При гемоперфузии через активированный уголь — тромбоэмболия, геморрагии, гипогликемия, гипокальциемия, гипотермия, снижение артериального давления.